# Rudolf Tajcnár
Rudolf Tajcnár (Bratislava, 18 aprile 1948 – Bratislava, 2 agosto 2005) è stato un hockeista su ghiaccio slovacco, fino al 1992 cecoslovacco.

## Palmarès

### Olimpiadi invernali
- 1 medaglia[1]:
  - 1 bronzo (Sapporo 1972)